# HD 9896
HD 9896，又名CP-58 123，SAO 232470、HR 460，是一颗恒星，视星等为6.01，位于銀經292.01，銀緯-58.05，其B1900.0坐标为赤經1h 31m 30.3s，赤緯-58° -58.05′ 0″。